# Satariel
Satariel ist eine schwedische Death-Metal-Band aus Boden, die 1993 gegründet wurde. Den Namen entlehnte die Band der Kabbala.

## Geschichte
Die Band entstand 1993 aus den Überresten nach dem Zerfall der Gruppen Beheaded und Dawn Of Darkness. Namentlich waren das der Sänger Pär „Aemelgoth“ Johansson, der Gitarrist Magnus „Azazel“ Alakangas und der Bassist Mikael „Asael“ Grambacke aka Mikael Degerman. Mit einem Drumcomputer begannen die Arbeiten an den ersten Liedern. Nachdem der Schlagzeuger Mikael Granqvist hinzugekommen war, wurde das 1993er Demo mit dem Titel Thy Heavens’ Fall aufgenommen. Hierauf ist Mats Öhmalm als Gitarrist zu hören, der kurz nach der Veröffentlichung die Besetzung wieder verließ. Durch das Demo wurde Impure Creations Records auf die Gruppe aufmerksam, jedoch konnte sich das Label mit der Band auf keinen Vertrag einigen. Als neuer Schlagzeuger stieß Andreas „Astaroth“ Nilzon dazu, nachdem Granqvist die Band 1995 verlassen hatte. Die Band nahm darauf ein zweites, besser produziertes Demo namens Desecration Black (1994) auf, mit dem sie jedoch auch keinen Plattenvertrag erzielen konnte. Währenddessen spielte die Band Auftritte mit At the Gates. 1995 kam Fredrik „Thorn“ Andersson als Gitarrist hinzu und mit Hellfuck wurde ein weiteres Demo aufgenommen. Durch das Demo Promo 96, das drei Lieder enthält, erreichte die Band einen Vertrag bei Pulverised Records. Die Band musste außerdem eine Weile pausieren, da Sundelin und Degerman ihren Wehrdienst ableisten mussten. Im Anschluss begannen die Arbeiten zum Debütalbum, ehe Nilzon 1996 die Besetzung verließ und der Schlagzeuger Robert „Zoid“ Sundelin seinen Platz einnahm. Vor den Aufnahmen kehrte der ehemalige Schlagzeuger Granqvist zur Band zurück, jedoch besetzte er nun den zuvor mehrfach wechselnden Posten des zweiten Gitarristen. Nachdem das Album 1997 mit dem Produzenten Tomas Skoksberg in den Sunlight Studios aufgenommen worden war, erschien es nach einiger Verzögerung 1998 bei Pulverised Records unter dem Namen Lady Lust Lilith. 1999 und 2000 war die Band nur mäßig aktiv, woraufhin sich Robert Sundelin um sein Projekt Deathbound kümmerte. Johansson löste den Vertrag mit Pulverised Records auf und schrieb im Winter des Jahres 2000 mit Alakangas an neuen Songs, die an verschiedene Labels geschickt wurden. Die Band unterzeichnete daraufhin einen Vertrag bei Hammerheart Records. Mit dem Produzenten Daniel Bergstrang wurde in Uppsala das Album Phobos and Deimos, benannt nach den Mars-Monden Deimos und Phobos, aufgenommen und im Februar 2002 veröffentlicht. Als Gastsänger ist hierauf Messiah Marcolin (Ex-Candlemass, Memento Mori) enthalten. Der Veröffentlichung folgten vereinzelte Auftritte sowie eine Europatournee im Januar 2003 mit Impious und Necrophobic. Im selben Jahr traten Johansson und Degerman Torchbearer bei, waren dabei parallel jedoch auch noch bei Satariel aktiv und schrieben dort an neuen Liedern. Nachdem sich die Gruppe von Hammerheart Records getrennt hatte, unterzeichnete sie einen Vertrag bei Black Lotus Records. Ende März 2004 begannen daraufhin in den Dug Out Studios die Arbeiten zum nächsten Album, das Hydra betitelt wurde. Als Produzent hierfür war erneut Daniel Bergstrand tätig, wobei er dieses Mal Unterstützung von Örjan Örnkloo erhielt. Die Arbeiten dauerten insgesamt sechs Monate an. Nachdem diese beendet waren, meldete das Label seinen Bankrott an, woraufhin das Album im Juni 2005 bei Cold Records/Regain Records veröffentlicht wurde. In den USA fand die Veröffentlichung jedoch erst im Frühjahr 2006 statt. Im Februar 2006 kehrte Satariel zu Pulverised Records zurück und veröffentlichte dort, nachdem die Arbeiten hierzu im Mai des Folgejahres beendet worden waren, die EP Chifra im September. Auf der EP ist das erste Musikvideo der Band enthalten, das zum Lied Hogtied Angel erstellt wurde. Ein wenig später gab Granqvist sein Ausscheiden bekannt, ehe bereits im Folgemonat Simon Johansson, der auf Hydra ein paar Soli beigesteuert hatte, als neuer Gitarrist dazustieß. Ende des Jahres wurden die Aufnahmen zum Album White Ink beendet, dessen Veröffentlichung ursprünglich für den Frühling 2008 bei Regain Records geplant gewesen war. Jedoch erschien erst 2014 die EP Satariel – White Ink: Chapter One, die den ersten von drei Teilen des noch zu veröffentlichenden Albums White Ink darstellt.

## Stil und Texte
laut.de schrieb über die Gruppe, dass die Songs der Frühphase, in denen noch der Drumcomputer verwendet wurde, stark nach alten Liedern von Darkthrone klangen. Durch das Hinzukommen des Schlagzeugers Mikael Granqvist habe sie sich weg vom Black Metal, hin zum Death Metal bewegt. Phobos and Deimos sei eher im Melodic Death Metal angesiedelt. Auch Joel McIver ordnete die anfängliche Musik der Gruppe in seinem Buch Extreme Metal II dem Black Metal zu. Daniel Ekeroth schrieb in seinem Buch Schwedischer Death Metal, dass die Gruppe eine Mischung aus Old-School-Death-Metal, melodischen E-Gitarren und Doom Metal spielt, die jedoch etwas unoriginell und künstlich klinge. Laut Janne Stark in seinem Buch The Heaviest Encyclopedia of Swedish Hard Rock and Heavy Metal Ever! ist auf Phobos and Deimos technisch anspruchsvoller, kraftvoller und gelegentlich melodischer Death Metal zu hören, der wie eine Mischung aus frühen In Flames und späten Entombed klinge. Das Album sei eine Mischung aus sehr schnellen und langsamen, fast Doom-Metal-artigen Passagen. Das erste Album bestehe jedoch fast nur aus schnellen Songs. Stefan Müller vom Metal Hammer befand in seiner Rezension zu Phobos and Deimos, dass auf dem Album „abgesehen von einigen kreischenden Gesangseinlagen“ die anfänglichen Darthrone-Einflüsse nicht mehr hörbar sind. Stattdessen gebe es eine Mischung aus klassischem schwedischem Death Metal und modernen Elementen, die mehrmals an Devin Townsend erinnern würden. Er fasste die Musik als „vielschichtige Klangreise von In Flames bis Strapping Young Lad“ zusammen, wobei man auch gelegentlich Einflüsse aus dem Gothic Metal und Heavy Metal verarbeite. Zu Zeiten ihres Albums Hydra meinte Pär Johansson: „Ja, wir haben sehr viele Stilmittel in unseren Sound integriert. Von Lava bis Highspeed ist alles drin. Aggressiv, depressiv, intensiv...“.
Johansson will nicht, dass aufgrund des Namens Satariel und seines Interesses an Kabbala, das in die Texte der Band einfließe, „das Klischee von einer okkulten, satanischen Band aufkommt“. Die Mitglieder der Band seien alle antichristlich eingestellt, „wollen diesen Aspekt aber nicht überbetonen oder als Marketingmaßname ausschlachten. Das ist kindisch. Man sollte sich mehr auf die Musik konzentrieren.“ Mit der Band wolle er „eigentlich nur Spaß an der Sache haben. Das reicht mir, nicht mehr, nicht weniger.“ Der Titel des Hydra-Albums wird von Johansson auf die dunkle Seite der Kabbala bezogen und diese vereinfacht mit Satan identifiziert. Der rote Faden, der sich durch das Album ziehe, handle „vom menschlichen Willen. Was ist dieses abstrakte Ding? Existiert der menschliche Wille wirklich? Oder ist alles, was wir tun, Schicksal? Oder ist das, was wir als unseren Willen deuten, vielleicht Gottes oder gar des Bösen Wille? Was formt unser Leben wirklich? Manche unserer Texte kommen dabei mehr auf den Punkt, andere sind etwas schemenhafter gehalten. Schlussendlich soll der Hörer selbst die Möglichkeit zur Interpretation erhalten.“ Auf der Chifra-EP behandeln die Texte vergleichbare Themen.

## Diskografie
- 1993: Thy Heavens’ Fall (Demo, Eigenveröffentlichung)
- 1994: Desecration Black (Demo, Eigenveröffentlichung)
- 1995: Hellfuck (Demo, Eigenveröffentlichung)
- 1996: Promo 96 (Demo, Eigenveröffentlichung)
- 1998: Lady Lust Lilith (Album, Pulverised Records)
- 2000: Promo 2000 (Demo, Eigenveröffentlichung)
- 2002: Phobos and Deimos (Album, Hammerheart Records)
- 2005: Hydra (Album, Cold Records/Regain Records)
- 2007: Chifra (EP, Pulverised Records)
- 2014: Satariel – White Ink: Chapter One (EP, Eigenveröffentlichung)